# يوهانس ثينغنيس بو
يوهانس ثينغنيس بو (مواليد 16 مايو 1993) هو لاعب بياثلون نرويجي حصل على 3 ميداليات ذهبية في الأولمبياد الشتوية.

## وصلات خارجية
- يوهانس ثينغنيس بو على موقع IBU (الإنجليزية)
- يوهانس ثينغنيس بو على موقع الاتحاد الدولي للتزلج (التزلج الريفي) (الإنجليزية)
- يوهانس ثينغنيس بو على موقع اللجنة الأولمبية الدولية (الإنجليزية)
- يوهانس ثينغنيس بو على موقع أوليمبيديا (الإنجليزية)